# Sociedad de Científicos Católicos
La Sociedad de Científicos Católicos es una organización de científicos católicos formada para promover el compañerismo entre los científicos católicos. Fundada en 2016, promueve la práctica de la Misa de Oro .

## Antecedentes
La sociedad fue formada en junio de 2016 por un grupo de seis científicos, entre ellos Stephen Barr, físico de la Universidad de Delaware, que es su primer presidente. La organización está compuesta principalmente por científicos que tienen o están estudiando títulos terminales en sus áreas temáticas, que generalmente están o han estado involucrados en investigaciones científicas. La junta directiva del SCS incluye a los científicos Stephen M. Barr, Jonathan I. Lunine, Robert J. Scherrer, Stephen C. Meredith, Karin I. Öberg, Nicanor Austriaco, OP, Maureen L. Condic y Christopher Baglow. El moderador episcopal de la SCS es el obispo Kevin C. Rhoades de South Bend. Entre los miembros destacados de la Sociedad de Científicos Católicos se encuentran Kenneth R. Miller y el hermano Guy Consolmagno, actual director del Observatorio Vaticano.
La Sociedad de Científicos Católicos está interesada en brindar becas a científicos católicos y en brindar información sobre los científicos católicos a lo largo de la historia. Centrándose en la "importancia de las teorías y descubrimientos científicos y en la relación entre la ciencia y la fe, la organización está activa en muchas instituciones de investigación norteamericanas, incluidas Seton Hall, MIT, Notre Dame  y la Universidad. de Columbia Británica 
Su primera conferencia tuvo como tema "Orígenes" y se llevó a cabo en abril de 2017 en el Hotel Millennium Knickerbocker de Chicago. La segunda conferencia tuvo como tema “La Mente Humana y el Fisicalismo” y se llevó a cabo en junio de 2018 en la Universidad Católica de América en Washington D. C. . La tercera conferencia tuvo como tema “¿Qué significa ser humano?” y se llevó a cabo en la Universidad de Notre Dame . La cuarta conferencia tuvo como tema "Extraterrestres, IA y mentes más allá de lo humano" y se celebró en Washington D. C. en junio de 2021.
La sociedad tiene como objetivo mostrar la armonía entre fe y ciencia. La Sociedad de Científicos Católicos también promueve la práctica de la Misa Dorada, siguiendo la tradición de las Misas Rojas para abogados y el uso más moderno de las Misas Blancas para quienes se dedican al cuidado de la salud y las Misas Azules para los profesionales encargados de hacer cumplir la ley.